# Ceropegia deightonii
Ceropegia deightonii là một loài thực vật có hoa trong họ La bố ma. Loài này được Hutch. & Dalziel mô tả khoa học đầu tiên năm 1931.